# Xena Ngomateke
Xena Ngomateke (* 26. August 1998 in Paris) ist eine französisch-zentralafrikanische Leichtathletin, die sich auf den Hammerwurf spezialisiert hat.

## Sportliche Laufbahn
Erste internationale Erfahrungen sammelte Xena Ngomateke im Jahr 2022, als sie bei den Mittelmeerspielen in Oran mit einer Weite von 65,42 m den vierten Platz im Hammerwurf belegte. 2024 startete sie für die Zentralafrikanische Republik bei den Afrikameisterschaften in Douala und gewann dort ursprünglich die Bronzemedaille. Jedoch wurde ihr Resultat nicht anerkannt, da sie offiziell nicht für die Zentralafrikanische Republik starten durfte und wurde daher disqualifiziert.